# Denis Zvizdić
Denis Zvizdić (Sarajevo, 9. lipnja 1964.), bošnjački bosanskohercegovački političar, zastupnik u Zastupničkom domu PFBiH od 2010.; od 2003. do 2006. bio je predsjednik Vlade Sarajevske županije.

## Životopis
Zvizdić je rođen u Sarajevu u obitelji Mustafe i Emine. Diplomirao je na Arhitektonski fakultet u Sarajevu 1989. U SDA se učlanio 1991. U vrijeme rata u BiH, radio je u Ministarstvu prostornog uređenja i građenja Republike BiH, a nakon rata u Federalnom ministarstvu prostornog uređenja i zaštite okoliša te u kompaniji "Unioninvest" u Sarajevu.
Na Arhitektonskom fakultetu u Sarajevu imenovan je asistentom 1999. U Županijski odbor SDA ušao je 2000., a uskoro je imenovan i članom Izvršnog odbora Općinske organizacije Centar. Iste godine magistrirao je na Arhitektonskom fakultetu u Sarajevu. Zvizdić je 6. veljače 2003. imenovan predsjednikom vlade Sarajevske županije, a iste godine imenovan je i višim asistentom na Fakultetu. Članom županijskog Izvršnog odbora SDA imenovan je 2004., a iduće godine postao je član Predsjedništva stranke.
Na općim izborima održanim u listopadu 2006. bio je nositelj liste SDA za Skupštinu Sarajevske županije. Dobio je 17 763, najviše na listi te je dobio mandat u Skupštini. Međutim, kako je Stranka za BiH dobila najviše mandata u Skupštini, Zvizdić je izgubio dužnost predsjednika vlade 16. studenog 2006., te je postao zastupnik u županijskog Skupštini, koja ga je izabrala za predsjedatelja. Skupština ga je izabrala za izaslanika u Dom naroda Parlamenta FBiH, pa je obje dužnosti vršio paralelno. Iduće godine izabran je za docenta na Arhitektonskom fakultetu u Sarajevu, gdje predaje kolegije iz oblasti ekologije i urbanizma. Predsjednik Vijeća SDA postao je 2009.
Na općim izborima održanim u listopadu 2010., Zvizvić je bio nositelj liste SDA za Zastupnički dom Parlamenta FBiH iz 11. izborne jedinice. Dobio je najviše, 7955 glasova, te je uspio postati zastupnik. Na završnoj konstituirajućoj sjednici Zastupničkog doma održanoj 9. ožujka 2011., Zvizdić je izabran na rotirajuću dužnost predsjedatelja Zastupničkog doma, dok su za dopredsjedatelje izabrani Stanko Primorac iz HSP-a BiH i Svetozar Pudarić iz SDP-a BiH. Međutim, nakon krize vlasti platformaške koalicije izazvanog sukobom između SDA i SDP-a BiH, Zvizdić i Primorac, su smjenjeni, a zamijenili su ih Fehim Škaljić iz SBB-a BiH i Tomo Vidović iz SDP-a BiH. Zvizdić je prethodno odgađao održavanje sjednice Zastupničkog doma kako bi spriječio smjenu dužnosnika iz SDA, HSP-a BiH i NSRzB-a od strane nove parlamentarne većine, SDP-a BiH, SBB-a BiH, HDZ-a BiH i HDZ-a 1990. Međutim, Ustavni sud FBiH odlučio je 28. kolovoza, da je izvanredna sjednica Zastupničkog doma, na kojoj je smijenjen Zvizdić, bila neustavna i da su njezine odluke time nevažeće. Nova parlamentarne većina je u ponovljenom postupku 7. rujna ponovno smijenila Zvizdića i Primorca, te ih zamijenila Škaljićem i Vidovićem. Nakon smjene, Zvizdić je nastavio vršiti dužnost zastupnika.
Zvizdić je 2013. izabran za člana Glavnog odbora SDA. Ponovno je na idućim općim izborima održanim u listopadu 2014. bio nositelj liste SDA za Zastupnički dom PFBiH i ponovno je dobio najviše glasova, 10 576, čime je produžio zastupnički mandat. Predsjedništvo SDA je 17. prosinca 2014. odlučilo izabrati Zvizdića za mandatara za novi sastav Vijeća ministara BiH. Na općim izborima 2018. godine Denis Zvizdić je bio nositelj liste SDA za Predstavnički dom Parlamentarne skupštine Bosne i Hercegovine i u svojoj izbornoj jedinici je dobio ubjedljivo najviše glasova od svih kandidata, 38.506 što je bilo dovoljno da postane zastupnik u Parlamentarnoj skupštini Bosne i Hercegovine.

Dana 2. srpnja 2021. medijima je objavio da napušta SDA, a 15. studenog 2021. godine pristupa mladoj bosanskohercegovačkoj stranci Narod i pravda.